# Mihail Camerzan

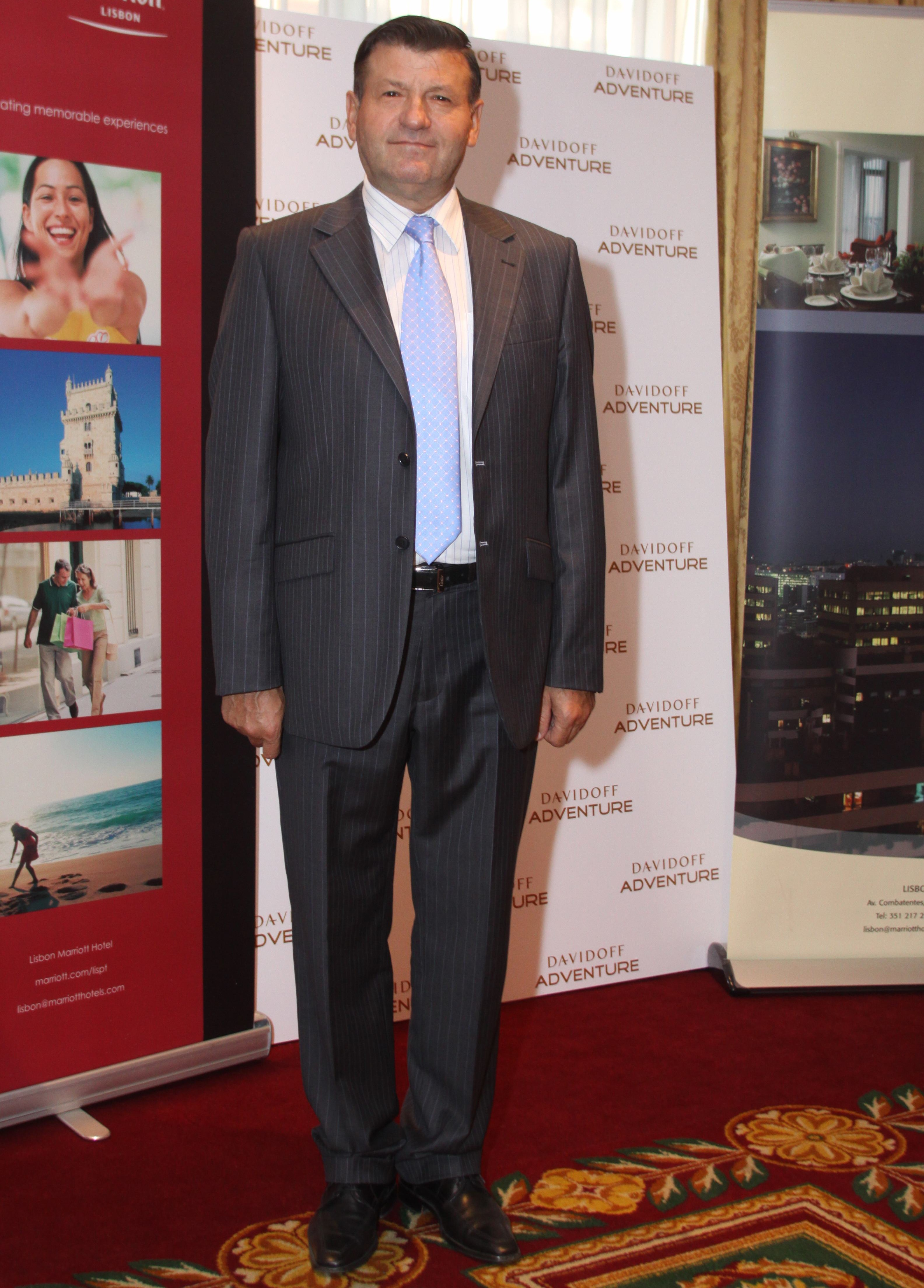
Mihail Camerzan a deținut funcția de vicepresedinte a Parlamentului Republicii Moldova dar și de Ambasador Extraordinar și Plenipotențiar al Republicii Moldova în Republica Portugheză și în Regatul Maroc.

Mihail Camerzan (n. 2 noiembrie 1952 – d. 19 decembrie 2023) a fost un deputat moldovean în Parlamentul Republicii Moldova, vicepreședinte al Parlamentului în Legislatura 2001-2005 și Ambasador Extraordinar și Plenipotențiar al Republicii Moldova în Republica Portugheză și în Regatul Maroc.

## Biografie
Mihail Camerzan s-a născut la 2 noiembrie 1952, în satul Țiganca, raionul Cantemir. A absolvit Facultatea de Istorie a Universității de Stat a Moldovei. Înainte de a intra în viața politică, a dedicat ani prețioși educației, activând ca pedagog la liceul Gheorghe Asachi din Chișinău.
Cu o carieră remarcabilă în sfera politică, Mihail Camerzan a ocupat funcția de deputat în Parlamentul Republicii Moldova în perioada anilor 1998-2009. În legislatura 2001-2005, a slujit cu demnitate în calitate de vicepreședinte al Parlamentului, aducând contribuții semnificative la dezvoltarea țării. Mai târziu, și-a adus aportul ca Ambasador Extraordinar și Plenipotențiar al Republicii Moldova în Republica Portugheză și în Regatul Maroc.
Mihail Camerzan va rămâne în amintirea tuturor ca o personalitate notorie, un om extraordinar, profesionist, modest, cu o cumsecădenie aparte, mereu gata să sară în ajutor. Cu simțul umorului bine conturat, a fost nu doar un om de stat, ci și un familist devotat, un prieten de nădejde și un coleg apreciat.

## În Memoria unui Om Excepțional,  Mihail Camerzan - Educator, Politician, Diplomat și Prieten Devotat
"Cu profundă tristețe și respect, noi, familia, prietenii și colegii lui Mihail Camerzan, ne exprimăm regretul profund pentru trecerea în neființă a unui om de o valoare inestimabilă, atât profesional, cât și personal.
Mihail Camerzan, născut la 2 noiembrie 1952, a fost un pilon de nădejde în comunitatea noastră, un educator dedicat, un politician de viziune, un diplomat desăvârșit, un lider în turism și un activist sindical.
Cariera sa impresionantă a început ca pedagog la Școala Nr. 1 din Chișinău (Gh. Asachi) între anii 1975 și 1977, unde a lăsat o amprentă durabilă în inimile elevilor și colegilor.
A continuat apoi să lucreze în organele de conducere ale comsomolului din 1977 până în 1984, demonstrând o dedicare excepțională pentru dezvoltarea tineretului.
Din 1984 până în 1987, Mihail Camerzan a activat la comitetul orășenesc de partid, contribuind semnificativ la politica locală și dezvoltarea comunității. Ulterior, între 1987 și 1991, a devenit șef de direcție la sindicatele din Moldova, unde a pus bazele unor schimbări importante în sprijinul lucrătorilor.
Pe lângă aceste funcții, Mihail Camerzan a fost un factor cheie în turism, ocupând poziția de director general la SA "Moldova Tur". În această capacitate, a contribuit la dezvoltarea și promovarea turismului moldovenesc, aducând o viziune inovatoare și un angajament puternic pentru acest sector.
În arena politică, a servit ca deputat în legislativul Republicii Moldova între anii 1998 și 2009, marcând și perioada în care a deținut funcția de vicepreședinte al Parlamentului.
Ca Ambasador Extraordinar și Plenipotențiar al Republicii Moldova în Republica Portugheză și în Regatul Maroc, a reprezentat țara noastră cu demnitate și eficiență.
Mihail Camerzan va rămâne în memoria noastră ca o personalitate remarcabilă, un om de o modestie rar întâlnită, cu o cumsecădenie aparte, gata întotdeauna să sară în ajutor. Spiritul său jovial și simțul umorului său unic vor fi mereu amintiri prețioase. În calitate de familist devotat, prieten sincer și coleg de nădejde, a lăsat un gol imens în inimile noastre.
Cu respect și dragoste,
Familia, Prietenii și Colegii lui Mihail Camerzan"